# Djupedalen (dal i Antarktis)
Djupedalen är en dal i Antarktis. Den ligger i Östantarktis. Norge gör anspråk på området.